# Les Piles
Les Piles és un municipi ubicat a la Conca de Barberà, que forma part de la comarca natural de la Baixa Segarra. Molt accidentat, és drenat per nombrosos torrents i barrancs que van a parar al riu Gaià. És travessat per la carretera de Montblanc a Santa Coloma de Queralt. Aplega els nuclis de Biure de Gaià, Guialmons i Sant Gallard, així com el despoblat de Figuerola.
L'església de Sant Martí de les Piles és d'estil neoclàssic, construïda al segle xviii. Al cantó sud de Les Piles s'hi troba l'ermita de Santa Eugènia de les Piles, dedicada a la patrona del poble. Un altre monument arquitectònic destacat del municipi és el castell de Biure.

## Etimologia
Segons Antoni Maria Alcover i Francesc de Borja Moll, el nom de les Piles prové del llatí pīlas, 'columnes'.

## Geografia
- Llista de topònims de les Piles (Orografia: muntanyes, serres, collades, indrets...; hidrografia: rius, fonts...; edificis: cases, masies, esglésies, etc.).

| Entitat de població | Habitants (2024) |
| les Piles           | 143              |
| Biure de Gaià       | 41               |
| Guialmons           | 32               |
| Sant Gallard        | 14               |
| Font: Idescat       |                  |

## Història
El terme fou conquerit als sarraïns a les acaballes del segle x. Es forma a redós del seu castell, actualment amb molts afegits i reformes. Bernat de Boixadors consta documentat com a Senyor de les Piles el 1379. Segons un fogatge emès aquest any, les Piles era habitat per dinou famílies. Un any més tard, Bernat de Boixadors compra el mer i el mixt imperi a l'infant Joan (1380). En el fogatge de 1496, la població ha davallat fins a les setze famílies.
Durant l'edat moderna, les Piles pertany als comtes de Savallà, que en mantenen la possessió fins a l'extinció dels dominis baronials. A mitjans del segle xix, les Piles forma ajuntament juntament amb Biure de Gaià.

## Demografia
| 1497 f | 1515 f | 1553 f | 1717 | 1787 | 1857 | 1877 | 1887 | 1900 | 1910 |
| ------ | ------ | ------ | ---- | ---- | ---- | ---- | ---- | ---- | ---- |
| 56     | 57     | 44     | 262  | 297  | 591  | 487  | 611  | 476  | 429  |

| 1920 | 1930 | 1940 | 1950 | 1960 | 1970 | 1981 | 1990 | 1992 | 1994 |
| ---- | ---- | ---- | ---- | ---- | ---- | ---- | ---- | ---- | ---- |
| 402  | 379  | 385  | 368  | 239  | 173  | 125  | 134  | 135  | 135  |

| 1996 | 1998 | 2000 | 2002 | 2004 | 2006 | 2008 | 2010 | 2012 | 2014 |
| ---- | ---- | ---- | ---- | ---- | ---- | ---- | ---- | ---- | ---- |
| 162  | 168  | 178  | 194  | 188  | 196  | 220  | 218  | 214  | 214  |

| 2016 | 2018 | 2020 | 2022 | 2024 | 2026 | 2028 | 2030 | 2032 | 2034 |
| ---- | ---- | ---- | ---- | ---- | ---- | ---- | ---- | ---- | ---- |
| 207  | 210  | 210  | 224  | 229  | -    | -    | -    | -    | -    |

## Espilencs il·lustres
- Pere Màrtir Veciana i Civit (Les Piles, 1705 - Madrid, 1763). Comandant de les esquadres de Catalunya
- Pau Llorach i Malet (Les Piles, 1839 - Barcelona, 1891). Metge.